# Gorontalo

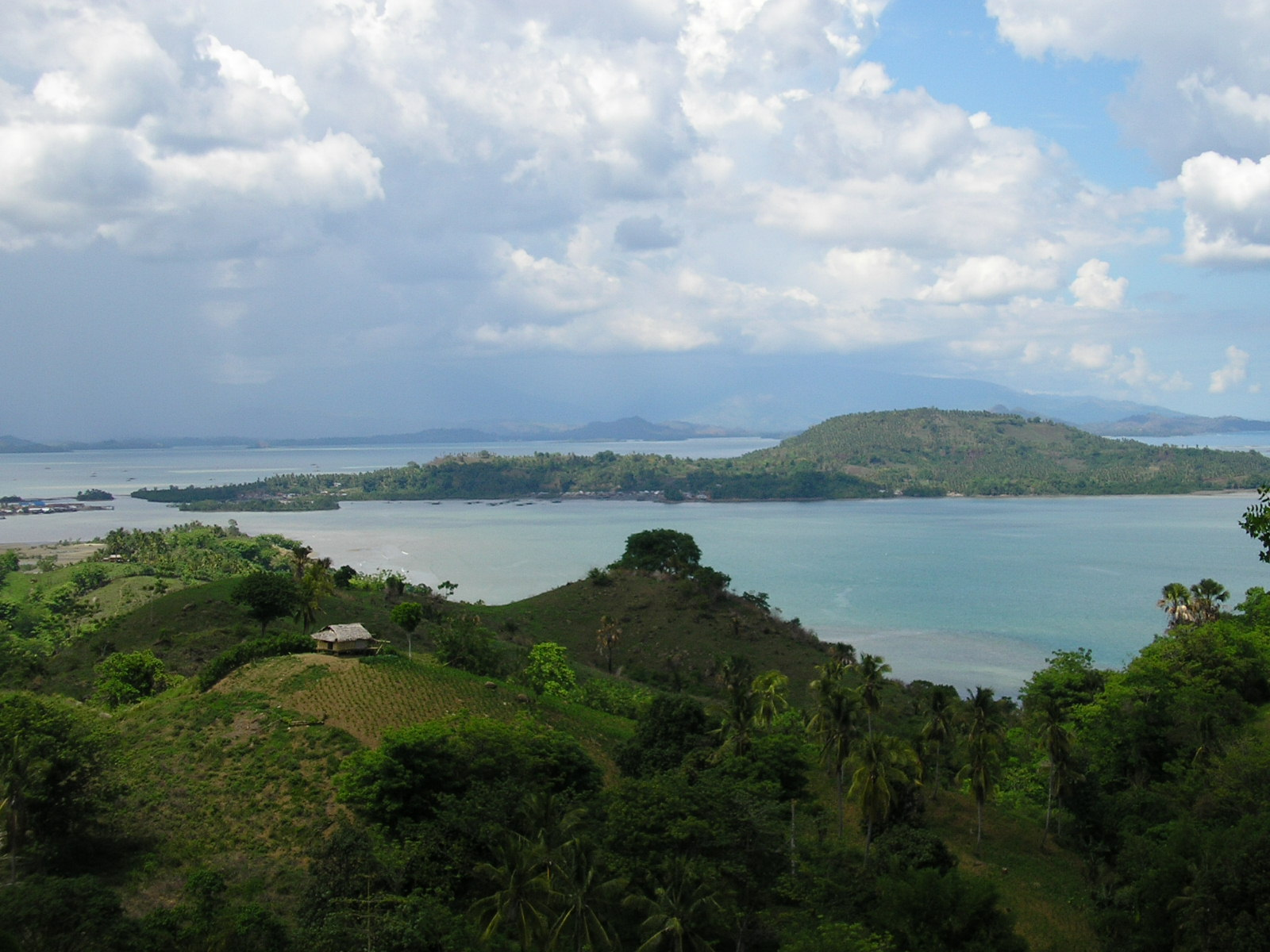
Bei Kwandang an der Nordküste im Zentrum der Provinz

Gorontalo ist eine der sechs indonesischen Provinzen auf der Insel Sulawesi. Sie liegt auf der nordöstlichen Halbinsel und grenzt im Osten an Sulawesi Utara (ca. 110 km Grenze) und im Westen an Sulawesi Tengah (ca. 180 km Grenze). Im Norden und Süden wird sie vom Meer begrenzt: im Norden von der Sulawesisee und im Süden vom Golf von Tomini. Sie ist die flächenmäßig kleinste Provinz auf der Insel und hat einen Anteil daran von 6,44 Prozent. Damit nimmt sie den 29. Rang unter den 34 indonesischen Provinzen ein. Zur Provinz gehören 127 (n. a. A.: 123) Inseln: 55 (53) gehören zum Bezirk Gorontalo Utara, 52 (48) zu Pohuwato und 20 (22) zu Boalemo.

## Grenzpunkte
Die Provinz liegt nördlich des Äquators und hat folgende äußere Grenzpunkte:
| Richtung | Kode          | Desa               | Kec.            | Kab.             | Koordinaten         |
| -------- | ------------- | ------------------ | --------------- | ---------------- | ------------------- |
| N        | 75.05.05.2002 | Tolinggula Pantai0 | Tolinggula      | Gorontalo Utara0 | 01°03′20,33″ n. Br. |
| O        | 75.03.18.2003 | Dataran Hijau      | Pinogu          | Bone Bolango     | 123°33′8,26″ ö. L.  |
| S        | 75.03.10.2003 | Tumbulilato        | Bone Raya       | Bone Bolango     | 00°18′22,16″ s. Br. |
| W        | 75.04.13.2003 | Padengo            | Popayato Barat0 | Pohuwato         | 121°09′40,43″ ö. L. |

Der südlichste und der östlichste Punkt befinden sich im gleichen Bezirk (Bone Bolango), der nördlichste Grenzpunkt befinden sich auf der kleinen Insel Tolinggula (2.177 ha).

## Klima und Wetter
|                        | Jan   | Feb   | Mär   | Apr   | Mai   | Jun   | Jul   | Aug   | Sep   | Okt   | Nov   | Dez   |   |         |
| Mittl. Temperatur (°C) | 27,75 | 27,87 | 27,58 | 27,79 | 28,05 | 26,9  | 26,4  | 26,87 | 26,83 | 27,23 | 27,42 | 27,51 | ⌀ | 27,3    |
| Mittl. Tagesmax. (°C)  | 35,2  | 34,4  | 35,0  | 35,6  | 35,5  | 34,0  | 33,1  | 34,2  | 33,9  | 34,7  | 35,5  | 35,9  | ⌀ | 34,8    |
| Mittl. Tagesmin. (°C)  | 22,0  | 19,6  | 21,6  | 21,4  | 20,2  | 21,5  | 22,8  | 20,6  | 22,1  | 22,3  | 21,0  | 21,2  | ⌀ | 21,4    |
|                        |       |       |       |       |       |       |       |       |       |       |       |       |   |         |
| Niederschlag (mm)      | 49,0  | 88,6  | 159,6 | 143,3 | 146,1 | 154,9 | 123,9 | 85,6  | 223,0 | 130,0 | 34,6  | 118,8 | Σ | 1.457,4 |
|                        |       |       |       |       |       |       |       |       |       |       |       |       |   |         |
| Sonnenstunden (h/d)    | 9,97  | 9,89  | 8,61  | 9,72  | 9,63  | 7,25  | 7,05  | 9,32  | 7,07  | 7,82  | 9,75  | 8,28  | ⌀ | 8,7     |
|                        |       |       |       |       |       |       |       |       |       |       |       |       |   |         |
| Regentage (d)          | 10    | 14    | 13    | 12    | 13    | 23    | 27    | 17    | 23    | 14    | 16    | 18    | Σ | 200     |
|                        |       |       |       |       |       |       |       |       |       |       |       |       |   |         |
| Luftfeuchtigkeit (%)   | 81,08 | 79,43 | 83,75 | 83,31 | 85,75 | 88,75 | 89,92 | 85,02 | 87,38 | 85,22 | 85,64 | 86,18 | ⌀ | 85,1    |

| 22,0 |

| 19,6 |

| 21,6 |

| 21,4 |

| 20,2 |

| 21,5 |

| 22,8 |

| 20,6 |

| 22,1 |

| 22,3 |

| 21,0 |

| 21,2 |

| 22,0 |

| 19,6 |

| 21,6 |

| 21,4 |

| 20,2 |

| 21,5 |

| 22,8 |

| 20,6 |

| 22,1 |

| 22,3 |

| 21,0 |

| 21,2 |

## Verwaltungsgliederung
Gorontalo besteht seit 2007 aus fünf Regierungsbezirken (Kabupaten) und einer Stadt (Kota).

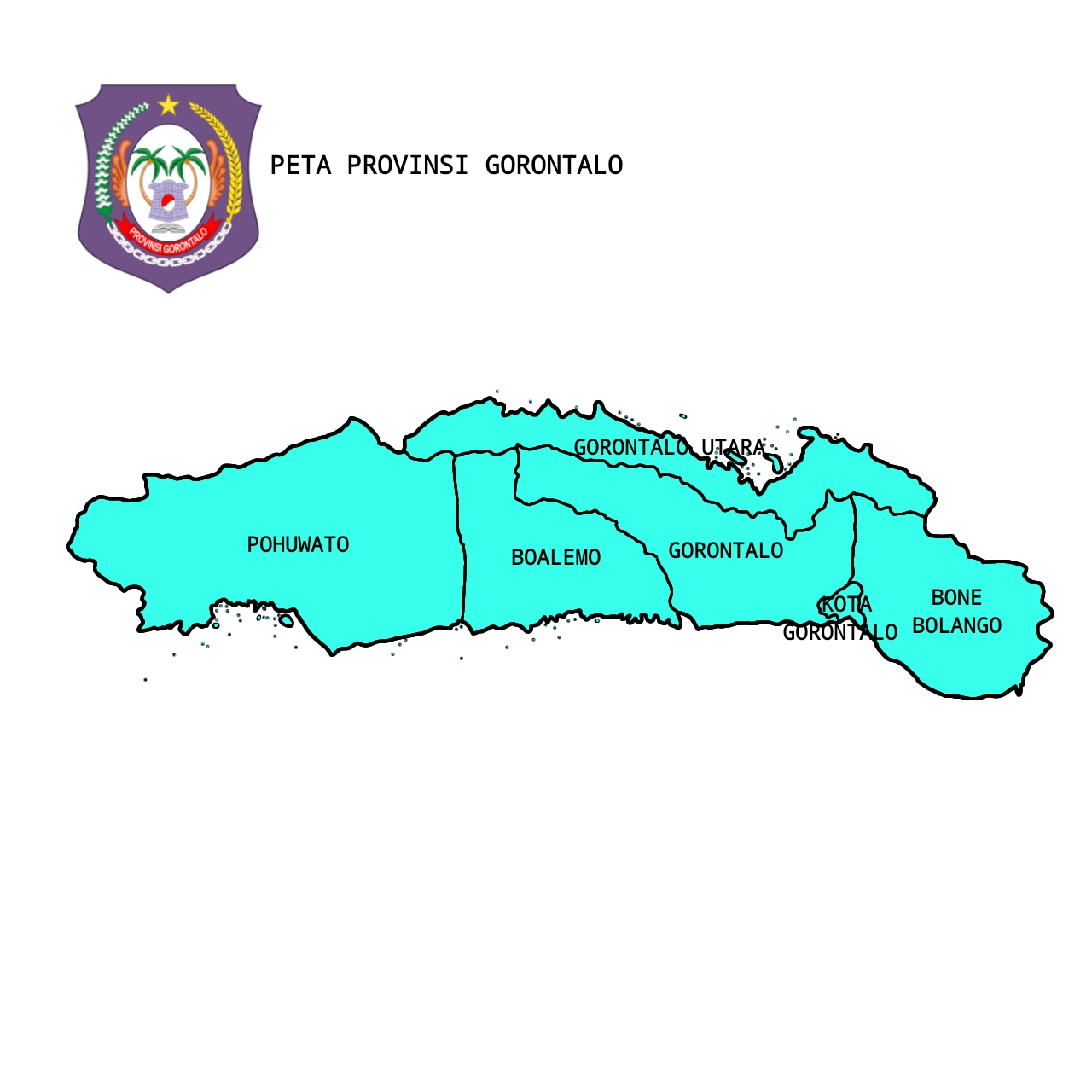
Karte der Bezirksgrenzen

| Code 1) | Wappen             | Kabupaten / Kota Regierungsbezirk / Stadt | Ibu Kota Regierungssitz | Lage | Fläche (km²) | Anzahl d. Verwaltungseinh. | Anzahl d. Verwaltungseinh. | Anzahl d. Verwaltungseinh. | Bevölkerung am Zensustag | Bevölkerung am Zensustag | Dichte (Einw./km²) |
| Code 1) | Wappen             | Kabupaten / Kota Regierungsbezirk / Stadt | Ibu Kota Regierungssitz | Lage | Fläche (km²) | Kec. 2)                    | Desa 3                     | Kel. 4)                    | 2010 5)                  | 2020 6)                  | Dichte (Einw./km²) |
| ------- | ------------------ | ----------------------------------------- | ----------------------- | ---- | ------------ | -------------------------- | -------------------------- | -------------------------- | ------------------------ | ------------------------ | ------------------ |
| 75.01   |                    | Gorontalo                                 | Limboto                 |      | 1.750,83     | 19                         | 191                        | 14                         | 355.988                  | 393.107                  | 224,5              |
| 75.02   |                    | Boalemo                                   | Tilamuta                |      | 1.521,88     | 07                         | 082                        | –                          | 129.253                  | 145.868                  | 095,8              |
| 75.03   |                    | Bone Bolango                              | Suwawa                  |      | 1.984,31     | 18                         | 160                        | 5                          | 141.915                  | 162.778                  | 082,0              |
| 75.04   |                    | Pohuwato                                  | Marisa                  |      | 4.244,31     | 13                         | 101                        | 101                        | 128.748                  | 146.432                  | 034,5              |
| 75.05   |                    | Gorontalo Utara                           | Kwandang                |      | 1.676,15     | 11                         | 123                        | –                          | 104.133                  | 124.957                  | 074,6              |
| 75.71   |                    | Kota Gorontalo                            | Kota Gorontalo          |      | 79,59        | 09                         | –                          | 50                         | 180.127                  | 198.539                  | 2.494,5            |
| 75      | Provinsi Gorontalo | Provinsi Gorontalo                        | Gorontalo               |      | 11.257,07    | 77                         | 675                        | 72                         | 1.040.164                | 1.171.681                | 104,1              |

## Geschichte
Spanische und portugiesische Gewürzhändler erreichten die Region im 16. Jahrhundert. Im Kampf um die Vorherrschaft geriet Gorontalo in das Einflussgebiet des Sultanats von Ternate (auf den Molukken) und wurde um 1600 islamisiert. Im 17. Jahrhundert kamen die Niederländer, doch dauerte es bis ins 19. Jahrhundert, bis die ganze Insel unter ihrer Herrschaft war. Nach der japanischen Besetzung im Zweiten Weltkrieg wurde Indonesien 1949 unabhängig und Gorontalo wurde ein Teil dieses Staates, zunächst als Teil der Provinz Sulawesi Utara.

Durch das Gesetz Nr. 38 des Jahres 2000 wurde die Provinz vom westlichen Teil der Provinz Nordsulawesi (Sulawesi Utara) abgetrennt. Sie bestand anfangs aus den beiden Regierungsbezirken Gorontalo und Boalemo sowie der autonomen Stadt (Kota) Gorontalo. Innenminister Nelson Pomalingo erklärte am 23. Januar 2001 Gorontalo zu einer eigenständigen Provinz und benannte Tursandi Alwi zu ihren ersten Gouverneur.

Bereits im Jahr 2003 wurden zwei neue Regierungsbezirke gebildet:
- Der Kabupaten Bonebolango mit 4 der 19 Kecamatan aus dem östlichen Teil des Kabupaten Gorontalo. Der „Mutterbezirk“ gab hierbei ca. 37,2 Prozent seines Territoriums ab (1.984,31 von 5.338,98 km²).
- der Kabupaten Pohuwato mit 5 der 10 Kecamatan aus dem westlichen Teil des Kabupaten Boalemo. Der „Mutterbezirk“ gab hierbei ca. 62,8 Prozent seiner Fläche ab (4.244,31 von 6.761,67 km²).[7]

Schließlich erfolgte im Jahr 2007 die letzte administrative Änderung:
- der Kabupaten Gorontalo gab hierbei 5 (von 17) seiner Kecamatan aus dem nördlichen Teil an den neugebildeten Kabupaten Gorontalo Utara ab. Gorontalo verlor hierbei ca. 48,9 Prozent seiner ursprünglichen Fläche (1.676,15 von 3.426,98 km²).[8]

## Demographie
Mit einem Anteil von 5,98 Prozent ist die Provinz auch die bevölkerungsärmste der Insel. Damit liegt sie unter allen 38 Provinzen Indonesiens an 33. Stelle. Die Bevölkerungsdichte von 104,0 Einw. je km² sichert ihr den 19. Platz in Indonesien, das ist etwas unterhalb des Regionswertes von 112,4.
Die Bevölkerung gehört vorwiegend zum Volk der Gorontalo und bekennt sich zum Islam. Christen, Hindus und Buddhisten sind hierbei nur unterpräsentiert.
In Indonesien werden 718 Sprachen gesprochen, auf der Insel Sulawesi werden laut Bahasa dan Peta Bahasa di Indonesia 62 Sprachen gesprochen, davon auf drei Gorontalo: Bajo (im Westen des Regierungsbezirks Pohuwato), Minahasa (im Osten des Regierungsbezirks Gorontalo) sowie Gorontalo im größten Teil der Provinz.

### Soziale Daten 2020
| Merkmal                                                             | Prov. Gorontalo | 0Indonesien0   |
| ------------------------------------------------------------------- | --------------- | -------------- |
| Bevölkerung unterhalb der Armutsgrenze (Tsd.)00                     | 185,02          | 26.424,02      |
| Anteil der „armen Bevölkerung“ (indonesisch Penduduk miskin) (%)000 | 015,22          | 009,78         |
| Arbeitslosenrate (%)                                                | 004,28          | 007,07         |
| Lebenserwartung bei der Geburt (Jahre)                              | 068,07          | 071,47         |
| HDI-Index                                                           | 068,68          | 071,94         |
| Analphabetenrate (in %, 15+ J.)                                     | 001,25          | 004,00         |
| Anteil der Altersgruppen                                            | 0Real0          | 00.Prozentual0 |
| Kinder (<15 J.)                                                     | 294.661         | 25,15          |
| arbeitsfähige Bevölkerung (15–64 J.)                                | 812.834         | 69,37          |
| Rentner und Pensionäre (>65 J.)                                     | 064.186         | 05,48          |

### Religion
| Religionsverteilung nach Bezirken 2020 – Realzahlen und Prozentanteil | Religionsverteilung nach Bezirken 2020 – Realzahlen und Prozentanteil | Religionsverteilung nach Bezirken 2020 – Realzahlen und Prozentanteil | Religionsverteilung nach Bezirken 2020 – Realzahlen und Prozentanteil | Religionsverteilung nach Bezirken 2020 – Realzahlen und Prozentanteil | Religionsverteilung nach Bezirken 2020 – Realzahlen und Prozentanteil | Religionsverteilung nach Bezirken 2020 – Realzahlen und Prozentanteil | Religionsverteilung nach Bezirken 2020 – Realzahlen und Prozentanteil | Religionsverteilung nach Bezirken 2020 – Realzahlen und Prozentanteil | Religionsverteilung nach Bezirken 2020 – Realzahlen und Prozentanteil | Religionsverteilung nach Bezirken 2020 – Realzahlen und Prozentanteil |
| Kabupaten                                                             | Mohammedaner                                                          | Mohammedaner                                                          | Protestanten                                                          | Protestanten                                                          | Katholiken                                                            | Katholiken                                                            | Hindus                                                                | Hindus                                                                | Buddhisten                                                            | Buddhisten                                                            |
| --------------------------------------------------------------------- | --------------------------------------------------------------------- | --------------------------------------------------------------------- | --------------------------------------------------------------------- | --------------------------------------------------------------------- | --------------------------------------------------------------------- | --------------------------------------------------------------------- | --------------------------------------------------------------------- | --------------------------------------------------------------------- | --------------------------------------------------------------------- | --------------------------------------------------------------------- |
| Gorontalo                                                             | 400.531                                                               | 99,20                                                                 | 2.130                                                                 | 0,53                                                                  | 1.085                                                                 | 0,27                                                                  | 61                                                                    | 0,02                                                                  | 49                                                                    | 0,01                                                                  |
| Boalemo                                                               | 143.760                                                               | 97,57                                                                 | 2.167                                                                 | 1,47                                                                  | 1.419                                                                 | 0,96                                                                  | 2.692                                                                 | 1,83                                                                  | 12                                                                    | 0,01                                                                  |
| Bone Bolango                                                          | 165.950                                                               | 99,63                                                                 | 415                                                                   | 0,25                                                                  | 203                                                                   | 0,12                                                                  | 10                                                                    | 0,01                                                                  |                                                                       | 0,00                                                                  |
| Pohuwato                                                              | 142.645                                                               | 93,92                                                                 | 7.418                                                                 | 4,88                                                                  | 1.821                                                                 | 1,20                                                                  | 1.459                                                                 | 0,96                                                                  | 19                                                                    | 0,01                                                                  |
| Gorontalo Utara                                                       | 122.022                                                               | 94,65                                                                 | 6.038                                                                 | 4,68                                                                  | 857                                                                   | 0,66                                                                  | 15                                                                    | 0,01                                                                  | 3                                                                     | 0,00                                                                  |
| Kota Gorontalo                                                        | 195.885                                                               | 96,10                                                                 | 5.108                                                                 | 2,51                                                                  | 2.843                                                                 | 1,39                                                                  | 257                                                                   | 0,13                                                                  | 985                                                                   | 0,48                                                                  |
| Provinz Gorontalo00                                                   | 1.170.793                                                             | 97,38                                                                 | 23.276                                                                | 1,94                                                                  | 8.228                                                                 | 0,68                                                                  | 4.494                                                                 | 0,37                                                                  | 1.068                                                                 | 0,09                                                                  |
| religiöse Gebäude                                                     | 2476 Moscheen, 340 Mushola                                            | 2476 Moscheen, 340 Mushola                                            | 172 prot. Kirchen                                                     | 172 prot. Kirchen                                                     | 12 kath. Kirchen                                                      | 12 kath. Kirchen                                                      | 41 Pura, 4 Vihara                                                     | 41 Pura, 4 Vihara                                                     | 41 Pura, 4 Vihara                                                     | 41 Pura, 4 Vihara                                                     |

| Aktuelle Religionsverteilung | Aktuelle Religionsverteilung | Aktuelle Religionsverteilung |
| Religion                     | Anzahl                       | Anteil %                     |
| ---------------------------- | ---------------------------- | ---------------------------- |
| Mohammedaner                 | 1.226.788                    | 98,07                        |
| Protestanten                 | 17.857                       | 1,43                         |
| Katholiken                   | 1.182                        | 0,09                         |
| Hindus                       | 4.214                        | 0,34                         |
| Buddhisten                   | 904                          | 0,07                         |
| Konfuzionisten               | 3                            | <0,01                        |
| sonstige (Kepercayan)        | 12                           | <0,01                        |

### Bevölkerungsentwicklung
| Jahr                                                            | Einwohnerzahl | jährl. Zuwachs (%) |
| --------------------------------------------------------------- | ------------- | ------------------ |
| 19712                                                           | 0.490.521     | –                  |
| 19802                                                           | 0.600.323     | 2,49               |
| 19902                                                           | 0.715.508     | 1,92               |
| 20002                                                           | 0.830.184     | 1,60               |
| 20011                                                           | 0.850798      | 2,48               |
| 20021                                                           | 0.855.057     | 0,50               |
| 20031                                                           | 0.881.057     | 3,04               |
| 20041                                                           | 0.896.004     | 1,70               |
| 20051                                                           | 0.909.083     | 1,46               |
| 20061                                                           | 0.941.444     | 3,56               |
| 20071                                                           | 0.960.335     | 2,01               |
| 20081                                                           | 0.972.208     | 1,24               |
| 20091                                                           | 0.983.952     | 1,21               |
| 20102                                                           | 1.044.814     | 6,19               |
| 20111                                                           | 1.062.561     | 1,70               |
| 20121                                                           | 1.080.287     | 1,67               |
| 20131                                                           | 1.097.990     | 1,64               |
| 20141                                                           | 1.115.633     | 1,61               |
| 20151                                                           | 1.133.237     | 1,58               |
| 20161                                                           | 1.150.765     | 1,55               |
| 20171                                                           | 1.168.190     | 1,51               |
| 20181                                                           | 1.185.492     | 1,48               |
| 20191                                                           | 1.202.631     | 1,45               |
| 20202                                                           | 1.171.681     | −2,57              |
| 20211                                                           | 1.180.948     | 0,79               |
| 20221                                                           | 1.215.387     | 2,92               |
| 20231                                                           | 1.237.185     | 1,79               |
| 20241                                                           | 1.250.960     | 1,11               |
| 1Jahresendergebnisse (Fortschreibung), 2Volkszählungsergebnisse |               |                    |

Von der Gesamtbevölkerung waren Ende 2024 46,64 (36,59) % ledig; 47,17 (56,05) % verheiratet; 1,52 (1,81) % geschieden und 4,67 (5,55) % verwitwet. Die geklammerten kursiven Zahlen geben den Anteil bezogen auf die Bevölkerung ab 10 Jahre an (1.052.653).

### Aktuelle Daten der Bevölkerungsfortschreibung
Nachfolgende Tabelle gibt den Einwohnerstand vom Jahresende 2021 bis zum Jahr 2024 wieder. Er resultiert aus den Ergebnissen der Fortschreibung durch die örtlichen Zivilregistrierungsbüros (Disdukcapil, indonesisch Dinas Kependudukan dan Pencatatan Sipil). Zu Kontrollzwecken wurden Daten der letzten Volkszählungen hinzugefügt. Infolge stark voneinander abweichender Flächenangaben wurden die aktuellen Katasterflächen aus der Shape-Datei verwendet. Der aktuelle Einwohnerstand kann jederzeit in einer interaktiven Karte abgerufen werden.

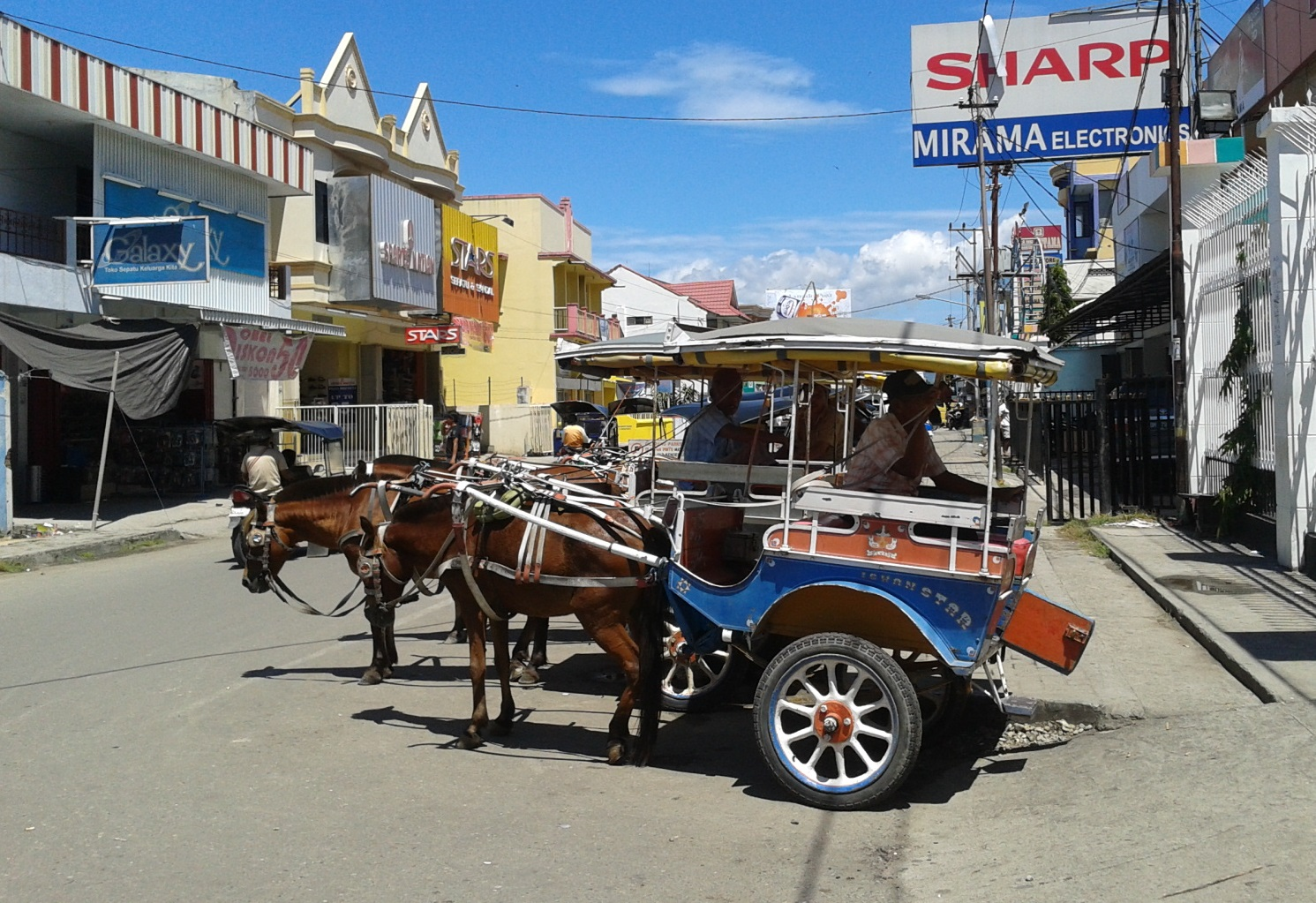
Bendis dienen zur traditionellen Fortbewegung

| Kabupaten Kota     | Zensusdaten | Zensusdaten | Zensusdaten | Zensusdaten | Zensusdaten | Jahresende | Jahresende | Jahresende | Ende 2024 | Ende 2024 | Ende 2024 | Ende 2024     | Ende 2024        | Ende 2024    |
| Kabupaten Kota     | 2000        | 2010        | 2020        | Männer      | Frauen      | 2021       | 2022       | 2023       | Gesamt    | Männer    | Frauen    | Fläche km² 9) | Dichte Einw./km² | Sex Ratio 8) |
| ------------------ | ----------- | ----------- | ----------- | ----------- | ----------- | ---------- | ---------- | ---------- | --------- | --------- | --------- | ------------- | ---------------- | ------------ |
| Gorontalo          | 511.210     | 355.988     | 393.107     | 197.952     | 195.155     | 405.098    | 411.387    | 418.244    | 423.981   | 213.513   | 210.468   | 2.160,36      | 196,3            | 101,45       |
| Boalemo            | 184.043     | 129.253     | 145.868     | 74.450      | 71.418      | 148.550    | 149.770    | 151.609    | 152.851   | 77.920    | 74.931    | 1.830,76      | 83,5             | 103,99       |
| Bone Bolango       | —0          | 141.915     | 162.778     | 81.885      | 80.893      | 167.102    | 168.671    | 172.301    | 174.788   | 88.055    | 86.733    | 1.889,00      | 92,5             | 101,52       |
| Pohuwato           | —0          | 128.748     | 146.432     | 74.532      | 71.900      | 152.369    | 155.693    | 160.187    | 162.989   | 83.050    | 79.939    | 4.370,34      | 37,3             | 103,89       |
| Gorontalo Utara    | —0          | 104.133     | 124.957     | 63.817      | 61.140      | 125.816    | 127.580    | 130.400    | 131.991   | 67.267    | 64.724    | 1.703,59      | 77,5             | 103,93       |
| Kota Gorontalo     | 134.931     | 180.127     | 198.539     | 98.713      | 99.826      | 201.728    | 202.286    | 204.444    | 204.360   | 101.690   | 102.670   | 70,93         | 2.881,2          | 99,05        |
| Provinsi Gorontalo | 830184      | 1.040.164   | 1.171.681   | 591.349     | 580.332     | 1.200.663  | 1.215.387  | 1.237.185  | 1.250.960 | 631.495   | 619.465   | 12.024,98     | 104,0            | 101,94       |

## Wirtschaft
Die Provinz ist überwiegend landwirtschaftlich geprägt. Produziert werden unter anderem Palmöl, Gewürznelken, Kokosnüsse, Kakao und Zuckerrohr, an den Küsten gibt es Fischerei.

## Tourismus und Verkehr
Der Tourismus ist noch nicht sehr entwickelt, die Provinz wirbt insbesondere mit Tauchurlauben. Der Hafen von Gorontalo Stadt ist Ausgangspunkt zu den (auch) touristisch interessanten Togianinseln, sowie nach Pagimana auf dem östlichen Arm Sulawesis mit Anschlussmöglichkeiten über Land Richtung Luwuk, Ampana, Poso, Palu und dem Süden der Insel. Der 1956 eröffnete Flughafen Jalaluddin liegt ca. 30 km westlich des Stadtzentrums im Bezirk Gorontalo und bedient hauptsächlich Inlandsflüge.